# Empoasca bitubera
Empoasca bitubera är en insektsart som beskrevs av Delong 1932. Empoasca bitubera ingår i släktet Empoasca och familjen dvärgstritar. Inga underarter finns listade i Catalogue of Life.